# Nationale feestdag van Zweden

De vlag van Zweden

Zweden besloot met een wet uit 1982 dat 6 juni voortaan niet meer alleen de Dag van de Zweedse vlag (Zweeds: "Svenska flaggans dag"), maar ook de Nationale feestdag van Zweden ("Sveriges nationaldag") zou zijn. Deze dag was echter geen officiële feestdag waarop iedereen vrij was. Later ontstond de politieke behoefte om een echte nationale feestdag te creëren, die de hele bevolking, inclusief nieuwe immigranten die Zweedse staatsburgers geworden waren, samen zouden kunnen vieren. Daarom werd in 2005 de nationale feestdag van Zweden tot een officiële feestdag verklaard, ten koste van tweede pinksterdag, die nu een gewone werkdag is.

## Geschiedenis
6 juni heette eerst de "Dag van Gustav Vasa", daarna "Dag van de Zweedse vlag" en nu "Nationale feestdag van Zweden". Tijdens de 19e eeuw begon men langerzamerhand 6 juni als nationale herdenkingsdag te beschouwen. De dag werd gevierd ter nagedachtenis van 6 juni 1523, toen Gustav Vasa de personele unie met Denemarken afbrak en koning van de zelfstandige staat Zweden werd. Sinds 1916 wordt 6 juni als Dag van de Zweedse vlag gevierd.